# الصارم المسلول على شاتم الرسول
الصارم المسلول على شاتم الرسول كتاب لابن تيمية، حول من سب الرسول وحكم الإساءة للرسول ﷺ، بعد حادثة عساف النصراني سنة 693 هـ/1294م.

## حادثة عساف النصراني سنة 693 هـ/1294م
بلغ ابن تيمية في سنة 693 هـ أن أحد النصارى ويُدعى «عساف النصراني» قد قام بسب الرسول محمد، فأوى عساف إلى أحد العلويين لحمايته، إلا أن ابن تيمية ذهب مع شيخ دار الحديث إلى نائب السلطنة في دمشق وخاطباه في الأمر، فقام باستدعاء عساف النصراني فخرجا من عنده مع جماعة من الناس. فعندما رأى الناس عسافاً ومعه رجل بدوي، قاموا بسبه وشتمه، فقال الرجل البدوي: هو خير منكم -يعني عساف- فرجمهما الناس بالحجارة، وأصابت عسافا. فأرسل نائب دمشق بطلب ابن تيمية وشيخ دار الحديث، فضربهما بين يديه لأنهما اتهما بتحريض العامة، ثم أسلم عساف بعد أن أثبت براءته واعتذر نائب السلطنة لابن تيمية وشيخ دار الحديث. وقام ابن تيمية بعد ذلك بكتابة «الصارم المسلول على شاتم الرسول».

## مسائل الكتاب
يتناول الكتاب أربع مسائل:
- الأولى أن من سب الرسول يقتل سواء كان مسلما أو كافرا.
- الثانية أنه يتعين قتله وإن كان ذميا ولا يجوز المن عليه ولا مفاداته.
- الثالثة في حكم من سب الرسول إذا تاب.
- الرابعة في بيان السب والفرق بينه وبين الكفر.[2]